# Myrmica sublanuginosa
Myrmica sublanuginosa är en myrart som beskrevs av Buckley 1867. Myrmica sublanuginosa ingår i släktet rödmyror, och familjen myror. Inga underarter finns listade i Catalogue of Life.